# ヴィクトル・フリステンコ
ヴィクトル・ボリソヴィチ・フリステンコ（ロシア語: Ви́ктор Бори́сович Христе́нко, ラテン文字転写: Viktor Borisovich Khristenko、1957年8月28日 - ）は、ロシア連邦の政治家。第一副首相、首相代行、産業エネルギー相を歴任した。妻は保健・社会開発相を務めたタチアナ・ゴリコワ。

## 経歴
1957年8月28日にチェリャビンスク市に誕生する。1979年にチェリャビンスク工科大学ロシア国民経済アカデミーを卒業。1983年にはモスクワ経営大学大学院を修了している。1980年から1982年までチェリャビンスク工科大学研究所主任、1983年からチェリャビンスク工業大学機械経済講座助教授を務めた。

### 政界入り
その後は政界入りし、1991年にチェリャビンスク州行政府副長官に就任。1994年には同州第一副長官（経済問題担当）に昇進した。1996年ロシア連邦大統領選挙ではチェリャビンスクでエリツィン陣営の選挙運動を指揮した。選挙後の1997年3月にチェリャビンスク州大統領全権代表に任命され、同年7月にはロシア連邦政府の財務次官となる。
1998年4月、セルゲイ・キリエンコ内閣の副首相に任命される。ロシア財政危機への対処を理由として1998年9月にセルゲイ・キリエンコ内閣が退陣すると、次のエフゲニー・プリマコフ内閣では第一財務次官に転じた。1999年5月に発足したセルゲイ・ステパーシン内閣で第一副首相に就任。同年8月からのウラジーミル・プーチン内閣でも留任した。プーチンが大統領に就任すると、2000年5月にミハイル・カシヤノフ首相のもとで副首相を務め、チェチェン問題委員会議長としてチェチェン紛争とその問題にも当たる。2001年2月に住宅政策委員会議長に就任し、2004年ロシア連邦大統領選挙直前にプーチン大統領によってカシヤノフ首相が解任されると、2004年2月24日から3月5日まで首相代行を務める。カシヤノフ首相の後任となったフラトコフ首相の第1次ミハイル・フラトコフ内閣で産業エネルギー相に就任した。2004年ロシア連邦大統領選挙でプーチンが再選すると第2次フラトコフ内閣が組閣されるが、フリステンコは産業エネルギー相に留任し、2007年からのヴィクトル・ズプコフ内閣でも産業エネルギー相に留まった。2008年5月にドミートリー・メドヴェージェフ政権が発足すると、第2次プーチン内閣で産業貿易相に就任した。

## 日本との関係
日露貿易経済協力担当を務め、2001年に訪日している。